# Astragalus norvegicus
Astragalus norvegicus là một loài thực vật có hoa trong họ Đậu. Loài này được Grauer miêu tả khoa học đầu tiên.